# Handball aux Jeux asiatiques
Le handball est une discipline présente aux Jeux asiatiques depuis les Jeux de 1982 à New Delhi. Depuis les Jeux de 1990 à Pékin, un tournoi féminin a également lieu.

## Tournoi masculin

### Palmarès
Le tableau suivant retrace pour chaque édition de la compétition le palmarès du tournoi et la ville hôte.
| Année     | Ville hôte          | Champion     | Finaliste    | 3e place        |
| --------- | ------------------- | ------------ | ------------ | --------------- |
| 1982 (en) | New Delhi           | Chine        | Japon        | Corée du Sud    |
| 1986 (en) | Séoul               | Corée du Sud | Chine        | Japon           |
| 1990 (en) | Pékin               | Corée du Sud | Japon        | Arabie saoudite |
| 1994 (en) | Hiroshima           | Corée du Sud | Japon        | Chine           |
| 1998 (en) | Bangkok             | Corée du Sud | Koweït       | Japon           |
| 2002 (en) | Pusan               | Corée du Sud | Koweït       | Qatar           |
| 2006      | Doha                | Koweït       | Qatar        | Iran            |
| 2010 (en) | Canton              | Corée du Sud | Iran         | Japon           |
| 2014 (en) | Incheon             | Qatar        | Corée du Sud | Bahreïn         |
| 2018 (en) | Jakarta & Palembang | Qatar        | Bahreïn      | Corée du Sud    |
| 2023 (en) | Hangzhou            | Qatar        | Bahreïn      | Koweït          |
| 2026      | Nagoya              | inconnu      | inconnu      | inconnu         |

### Bilan par équipe
| Nation\Édition      | 1982                      | 1986                      | 1990                      | 1994                      | 1998                      | 2002                      | 2006                      | 2010                      | 2014                      | 2018                      | 2023                      | Part. |
| ------------------- | ------------------------- | ------------------------- | ------------------------- | ------------------------- | ------------------------- | ------------------------- | ------------------------- | ------------------------- | ------------------------- | ------------------------- | ------------------------- | ----- |
| Arabie saoudite     | 5                         | -                         | Médaille de bronze, monde | 5                         | -                         | -                         | 8                         | 4                         | 7                         | 6                         | 9                         | 8     |
| Bahreïn             | 7                         | -                         | -                         | -                         | -                         | 6                         | 7                         | 6                         | Médaille de bronze, monde | Médaille d'argent, monde  | Médaille d'argent, monde  | 7     |
| Chine               | Médaille d'or, monde      | Médaille d'argent, monde  | 4                         | Médaille de bronze, monde | 6                         | 7                         | 11                        | 7                         | 10                        | -                         | 5                         | 10    |
| Corée du Nord       | -                         | -                         | 5                         | -                         | -                         | -                         | -                         | -                         | -                         | -                         | -                         | 1     |
| Corée du Sud        | Médaille de bronze, monde | Médaille d'or, monde      | Médaille d'or, monde      | Médaille d'or, monde      | Médaille d'or, monde      | Médaille d'or, monde      | 4                         | Médaille d'or, monde      | Médaille d'argent, monde  | Médaille de bronze, monde | 6                         | 11    |
| Émirats arabes unis | 6                         | -                         | 6                         | -                         | 5                         | 8                         | 10                        | -                         | 13                        | -                         | -                         | 6     |
| Hong Kong           | -                         | 6                         | -                         | -                         | -                         | -                         | 13                        | 10                        | 11                        | 8                         | 11                        | 6     |
| Inde                | 8                         | -                         | -                         | -                         | -                         | -                         | 12                        | 9                         | 14                        | 10                        | -                         | 5     |
| Indonésie           | -                         | -                         | -                         | -                         | -                         | -                         | -                         | -                         | -                         | 12                        | -                         | 1     |
| Iran                | -                         | 5                         | -                         | -                         | 4                         | -                         | Médaille de bronze, monde | Médaille d'argent, monde  | 4                         | 5                         | 7                         | 7     |
| Irak                | -                         | -                         | -                         | -                         | -                         | -                         | -                         | -                         | -                         | 7                         | -                         | 1     |
| Japon               | Médaille d'argent, monde  | Médaille de bronze, monde | Médaille d'argent, monde  | Médaille d'argent, monde  | Médaille de bronze, monde | 4                         | 6                         | Médaille de bronze, monde | 9                         | 4                         | 4                         | 11    |
| Kazakhstan          | -                         | -                         | -                         | -                         | -                         | -                         | -                         | -                         | -                         | -                         | 8                         | 1     |
| Koweït              | 4                         | 4                         | -                         | 4                         | Médaille d'argent, monde  | Médaille d'argent, monde  | Médaille d'or, monde      | 8                         | 5                         | -                         | Médaille de bronze, monde | 9     |
| Liban               | -                         | -                         | -                         | -                         | -                         | -                         | 9                         | -                         | -                         | -                         | -                         | 1     |
| Macao               | -                         | -                         | -                         | -                         | -                         | -                         | 15                        | -                         | -                         | -                         | -                         | 1     |
| Malaisie            | -                         | -                         | -                         | -                         | -                         | -                         | -                         | -                         | -                         | 13                        | -                         | 1     |
| Mongolie            | -                         | -                         | -                         | -                         | -                         | 9                         | -                         | 11                        | 12                        | -                         | 13                        | 4     |
| Oman                | -                         | -                         | -                         | -                         | -                         | -                         | -                         | -                         | 6                         | -                         | -                         | 1     |
| Ouzbékistan         | -                         | -                         | -                         | -                         | -                         | -                         | 14                        | -                         | -                         | -                         | 10                        | 2     |
| Pakistan            | -                         | -                         | -                         | -                         | -                         | -                         | -                         | -                         | -                         | 11                        | -                         | 1     |
| Qatar               | -                         | -                         | -                         | -                         | 7                         | Médaille de bronze, monde | Médaille d'argent, monde  | 5                         | Médaille d'or, monde      | Médaille d'or, monde      | Médaille d'or, monde      | 7     |
| Syrie               | -                         | -                         | -                         | -                         | -                         | -                         | 5                         | -                         | -                         | -                         | -                         | 1     |
| Taipei              | -                         | -                         | -                         | -                         | -                         | 5                         | -                         | -                         | 8                         | 9                         | -                         | 3     |
| Thaïlande           | -                         | -                         | -                         | -                         | 8                         | -                         | -                         | -                         | -                         | -                         | 12                        | 2     |
| Participants        | 8                         | 6                         | 6                         | 5                         | 8                         | 9                         | 15                        | 11                        | 14                        | 13                        | 13                        |       |

## Tournoi féminin

### Palmarès
Le tableau suivant retrace pour chaque édition de la compétition le palmarès du tournoi et la ville hôte.
| Année     | Ville hôte          | Champion     | Finaliste     | 3e place       |
| --------- | ------------------- | ------------ | ------------- | -------------- |
| 1990 (en) | Pékin               | Corée du Sud | Chine         | Taipei chinois |
| 1994 (en) | Hiroshima           | Corée du Sud | Japon         | Chine          |
| 1998 (en) | Bangkok             | Corée du Sud | Corée du Nord | Japon          |
| 2002 (en) | Pusan               | Corée du Sud | Kazakhstan    | Chine          |
| 2006      | Doha                | Corée du Sud | Kazakhstan    | Japon          |
| 2010 (en) | Canton              | Chine        | Japon         | Corée du Sud   |
| 2014 (en) | Incheon             | Corée du Sud | Japon         | Kazakhstan     |
| 2018 (en) | Jakarta & Palembang | Corée du Sud | Chine         | Japon          |
| 2023 (en) | Hangzhou            | Japon        | Corée du Sud  | Chine          |
| 2026      | Nagoya              | inconnu      | inconnu       | inconnu        |

### Bilan par équipe
| Nation\Édition | 1990                      | 1994                      | 1998                      | 2002                      | 2006                      | 2010                      | 2014                      | 2018                      | 2023                      | Part. |
| -------------- | ------------------------- | ------------------------- | ------------------------- | ------------------------- | ------------------------- | ------------------------- | ------------------------- | ------------------------- | ------------------------- | ----- |
| Chine          | Médaille d'argent, monde  | Médaille de bronze, monde | 4                         | Médaille de bronze, monde | 4                         | Médaille d'or, monde      | 4                         | Médaille d'argent, monde  | Médaille de bronze, monde | 9     |
| Corée du Nord  | 4                         | -                         | Médaille d'argent, monde  | 5                         | -                         | 5                         | -                         | 5                         | -                         | 5     |
| Corée du Sud   | Médaille d'or, monde      | Médaille d'or, monde      | Médaille d'or, monde      | Médaille d'or, monde      | Médaille d'or, monde      | Médaille de bronze, monde | Médaille d'or, monde      | Médaille d'or, monde      | Médaille d'argent, monde  | 9     |
| Hong Kong      | 6                         | -                         | -                         | -                         | -                         | -                         | 6                         | 7                         | 7                         | 4     |
| Inde           | -                         | -                         | -                         | -                         | 8                         | 8                         | 8                         | 9                         | 5                         | 5     |
| Indonésie      | -                         | -                         | -                         | -                         | -                         | -                         | -                         | 8                         | -                         | 1     |
| Japon          | 5                         | Médaille d'argent, monde  | Médaille de bronze, monde | 4                         | Médaille de bronze, monde | Médaille d'argent, monde  | Médaille d'argent, monde  | Médaille de bronze, monde | Médaille d'or, monde      | 9     |
| Kazakhstan     | -                         | 4                         | 5                         | Médaille d'argent, monde  | Médaille d'argent, monde  | 4                         | Médaille de bronze, monde | 6                         | 4                         | 8     |
| Malaisie       | -                         | -                         | -                         | -                         | -                         | -                         | -                         | 10                        | -                         | 1     |
| Maldives       | -                         | -                         | -                         | -                         | -                         | -                         | 9                         | -                         | -                         | 1     |
| Népal          | -                         | -                         | -                         | -                         | -                         | -                         | -                         | -                         | 9                         | 1     |
| Ouzbékistan    | -                         | -                         | -                         | -                         | 6                         | -                         | 5                         | -                         | 6                         | 3     |
| Qatar          | -                         | -                         | -                         | -                         | -                         | 9                         | -                         | -                         | -                         | 1     |
| Taipei         | Médaille de bronze, monde | -                         | -                         | -                         | 5                         | 6                         | -                         | -                         | -                         | 3     |
| Thaïlande      | -                         | -                         | 6                         | -                         | 7                         | 7                         | 7                         | 4                         | 8                         | 6     |
| Participants   | 6                         | 4                         | 6                         | 5                         | 8                         | 9                         | 9                         | 10                        | 9                         |       |

## Bilan
À l'issue des Jeux asiatiques en 2023, les bilans sont :
| Rang  | Nation          | Médaille d'or, Asie | Médaille d'argent, Asie | Médaille de bronze, Asie | Total |
| ----- | --------------- | ------------------- | ----------------------- | ------------------------ | ----- |
| 1     | Corée du Sud    | 13                  | 2                       | 3                        | 18    |
| 2     | Qatar           | 3                   | 1                       | 1                        | 5     |
| 3     | Chine           | 2                   | 3                       | 4                        | 9     |
| 4     | Japon           | 1                   | 6                       | 6                        | 13    |
| 5     | Koweït          | 1                   | 2                       | 1                        | 4     |
| 6     | Kazakhstan      | 0                   | 2                       | 1                        | 3     |
| 6     | Bahreïn         | 0                   | 2                       | 1                        | 3     |
| 8     | Iran            | 0                   | 1                       | 1                        | 2     |
| 9     | Corée du Nord   | 0                   | 1                       | 0                        | 1     |
| 10    | Taipei chinois  | 0                   | 0                       | 1                        | 1     |
| 10    | Arabie saoudite | 0                   | 0                       | 1                        | 1     |
| Total | Total           | 20                  | 20                      | 20                       | 60    |

| Rang  | Nation          | Médaille d'or, Asie | Médaille d'argent, Asie | Médaille de bronze, Asie | Total |
| ----- | --------------- | ------------------- | ----------------------- | ------------------------ | ----- |
| 1     | Corée du Sud    | 6                   | 1                       | 2                        | 9     |
| 2     | Qatar           | 3                   | 1                       | 1                        | 5     |
| 3     | Koweït          | 1                   | 2                       | 1                        | 4     |
| 4     | Chine           | 1                   | 1                       | 1                        | 3     |
| 5     | Japon           | 0                   | 3                       | 3                        | 6     |
| 6     | Bahreïn         | 0                   | 2                       | 1                        | 3     |
| 7     | Iran            | 0                   | 1                       | 1                        | 2     |
| 8     | Arabie saoudite | 0                   | 0                       | 1                        | 1     |
| Total | Total           | 11                  | 11                      | 11                       | 33    |

| Rang  | Nation        | Médaille d'or, Asie | Médaille d'argent, Asie | Médaille de bronze, Asie | Total |
| ----- | ------------- | ------------------- | ----------------------- | ------------------------ | ----- |
| 1     | Corée du Sud  | 7                   | 1                       | 1                        | 9     |
| 2     | Japon         | 1                   | 3                       | 3                        | 7     |
| 3     | Chine         | 1                   | 2                       | 3                        | 6     |
| 4     | Kazakhstan    | 0                   | 2                       | 1                        | 3     |
| 5     | Corée du Nord | 0                   | 1                       | 0                        | 1     |
| 6     | Taipei        | 0                   | 0                       | 1                        | 1     |
| Total | Total         | 9                   | 9                       | 9                        | 27    |